# Sinceny-Autreville
Sinceny-Autreville est une ancienne commune française, située dans le département de l'Aisne en région Hauts-de-France. Elle a existé de la fin du XVIIIe siècle à 1836.

## Histoire
Elle a été créée à la Révolution française. En 1836, elle est supprimée. Son territoire est alors partagé en deux parties à cette occasion:
- Autreville
- Sinceny

## Administration
Jusqu'à sa suppression en 1836, la commune faisait partie du canton de Chauny dans le département de l'Aisne. Elle appartenait aussi à l'arrondissement de Laon depuis 1801 et au district de Laon entre 1790 et 1795. La liste des maire de Sinceny-Autreville est :
| Période                                  | Période | Identité | Étiquette | Qualité |
| ---------------------------------------- | ------- | -------- | --------- | ------- |
|                                          |         |          |           |         |
| Les données manquantes sont à compléter. |         |          |           |         |

## Démographie
Jusqu'en 1836, la démographie de Sinceny-Autreville était:
| 1793  | 1800  | 1806  | 1821  | 1831  | 1836  | 1841  | 1846  | 1851  |
| ----- | ----- | ----- | ----- | ----- | ----- | ----- | ----- | ----- |
| 1 213 | 1 454 | 1 448 | 1 526 | 1 665 | 1 905 | 2 042 | 2 067 | 2 138 |

| 1856  | 1861  | 1866  | 1872  | 1876  | 1881  | 1886  | 1891  | 1896  |
| ----- | ----- | ----- | ----- | ----- | ----- | ----- | ----- | ----- |
| 2 145 | 2 188 | 2 398 | 2 770 | 3 021 | 2 866 | 3 049 | 2 972 | 3 069 |

| 1901  | 1906  | 1911  | 1921  | 1926  | 1931  | 1936  | 1946  | 1954  |
| ----- | ----- | ----- | ----- | ----- | ----- | ----- | ----- | ----- |
| 3 024 | 2 900 | 2 884 | 1 900 | 2 871 | 2 729 | 2 599 | 2 642 | 2 884 |

| 1962  | 1968  | 1975  | 1982  | 1990  | 1999  | 2006  | 2011  | 2014  |
| ----- | ----- | ----- | ----- | ----- | ----- | ----- | ----- | ----- |
| 2 987 | 2 862 | 2 970 | 2 800 | 2 827 | 2 918 | 2 951 | 2 958 | 2 870 |